# Iva Obradović
Iva Obradović –en serbio, Ива Обрадовић– (Novi Sad, Yugoslavia, 6 de mayo de 1988) es una deportista serbia que compitió en remo. Ganó dos medallas de plata en el Campeonato Europeo de Remo, en los años 2011 y 2012.

## Palmarés internacional
| Campeonato Europeo | Campeonato Europeo | Campeonato Europeo | Campeonato Europeo |
| Año                | Lugar              | Medalla            | Prueba             |
| ------------------ | ------------------ | ------------------ | ------------------ |
| 2011               | Plovdiv (Bulgaria) | Medalla de plata   | Doble scull        |
| 2012               | Varese (Italia)    | Medalla de plata   | Scull individual   |